# Барбашин, Евгений Алексеевич
Евге́ний Алексе́евич Барба́шин (17 января 1918, с. Уинское, Пермская губерния — 5 июля 1969, Минск) — советский математик. Академик АН БССР (1966), доктор физико-математических наук, профессор (1951).

## Биография
Окончил Уральский университет в 1940 году.
В 1943 году защитил диссертацию на соискание учёной степени кандидата физико-математических наук по теме «Некоторые вопросы теории обобщённых динамических систем».
В 1951 году защитил докторскую диссертацию по теме «Метод сечений в теории динамических систем».
В 1961—1966 годах заведующий отделом математического анализа математического института АН СССР (Свердловское отделение)
С 1 декабря 1966 года заведующий лабораторией прикладной математики и механики Института математики АН БССР, одновременно заведующий кафедрой прикладной математики БГУ.

## Научная деятельность
Научные работы в области дифференциальных уравнений, теории устойчивости движения.
Развил теорию динамических систем без предположения единственности, выполнил серию работ по программному регулированию, в которых освещена связь задачи об осуществлении программных движений с общей теорией устойчивости с теорией оптимальных процессов и с теорией приближений.

### Научные работы
Автор более 80 научных работ, в том числе 3 монографий.
- О построении функций Ляпунова для нелинейных систем. — М.: Изд-во Академии наук СССР, 1961.
- Введение в теорию устойчивости. — М.: Наука, 1967.
- Динамические системы с цилиндрическим фазовым пространством. — М.: Наука, 1969 (совм. с. В. А. Табуевой).
- Функции Ляпунова. — М.: Наука, 1970.
- Метод сечений в теории динамических систем. — Минск: Наука и техника, 1979.

## Награды
- орден Трудового Красного Знамени (1967)
- Государственная премия СССР (1972) — за цикл работ по проблемам устойчивости систем автоматического регулирования, опубликованных в 1967—1970.
- медали.